# 王义方
王义方（615年—669年），唐朝官员。

## 生平
泗州涟水人。客居魏州。年轻时丧父且贫穷，事母甚谨，博通《五经》，骄傲独行，自视很高。初举明经，因而去京师，中途遇到徒步者，自称父亲是颍上令，闻知父亲病笃，想倍道而往，徒步不前，无计可施。王义方感到哀伤，解下所乘马给他，不告姓名而去，于是名震一时。他不肯拜访权贵，唐太宗派宰相听其言论。尚书外郎独孤悊以儒学显名，给事中许敬宗推崇独孤悊确论，王义方引用百家理论，接连驳倒独孤悊，直出其上。左右为独孤悊不平，于是罢会。不久补授晋王李治府参军，直弘文馆。特进魏征很礼待他，只嫌他为人太直。魏征将要把侄女嫁给他。王义方谢绝，但在魏征死后还是娶了他的侄女。人们问他为什么如此，他说：“昔日不附宰相之势，现在是感知己之言的缘故。”转太子校书。
不久，因与刑部尚书张亮交通而获罪，贬为儋州吉安丞。行至海南，船上的人将用酒脯致祭。王义方说：“黍稷非馨，义在明德。”于是酌水而祭，作文曰：“思帝乡而北顾，望海浦而南浮。必也行愆诸己，义负前修。长鲸击水，天吴覆舟。因忠获戾，以孝见尤。四维雾廓，千里安流。灵应如响，无作神羞。”当时正值盛夏，风涛炎热，王义方读祭文后就放晴，于是南渡吉安。蛮族地区的习俗荒凉闭塞，王义方召集诸首领、学生门徒，亲自讲经，行释奠（古代在学校设置酒食以奠祭先圣先师的一种典礼）之礼；清歌吹籥，登降有序，蛮族酋长大喜。
卢照邻十余岁时曾由王义方教授《三苍》《尔雅》及经史。
貞觀二十三年（649年），改授洹水丞。时张亮兄子张皎被配流在崖州，来依靠王义方，去世，临终托妻子携尸还乡。因张皎妻还年轻，王义方与张皎妻对海神发誓，让奴仆负其柩，令张皎妻抱其子，乘王义方的马，王义方自己步行而还，先去原武葬张皎，告祭张亮，送张皎妻儿归家，再去洹水赴任。转云阳丞。曾被黄门侍郎薛元超表荐。显庆元年（656年）春夏，擢为著作佐郎。
同年不久，迁侍御史。买了房子，数日后，爱庭中树，又召来原房主：“这是佳树，能没有欠偿吗？”又给他钱。其廉不贪如此。时中书侍郎李义府执权用事，妇人淳于氏有美色，因事被囚禁于大理寺，李义府悦其美色，托大理丞毕正义枉法释放她。唐高宗（即李治）又敕给事中刘仁轨、侍御史张伦重审其事。李义府迫使毕正义自缢。高宗特赦李义府之罪。无人敢明言李义府的奸行。王义方当时上任不到二十天，认为李义府奸蠹害政，将要弹劾，问母亲：“看到奸臣不弹劾是不忠，弹劾了就危及自身和家长是不孝，二者不能自决，怎么办？”母亲说：“昔王陵母伏剑成就儿子之义，汝能尽忠立名，吾之愿也，虽死不恨！”于是王义方上奏弹劾李义府杀人灭口逼死毕正义，又当廷弹劾，穿着法官的衣帽，叱李义府下来，李义府顾望不退。王义方三次叱责，高宗没说话，李义府才小跑而出，王义方才跪着读完奏章，其中提到李义府最初因容貌为刘洎、马周所幸，奏章的言辞也不敬。高宗正安于李义府的狡佞并私下对李义府心存感激，认为王义方毁辱宰相，言词不逊，贬莱州司户参军。李义府说：“王御史妄相弹奏，无愧吗？”王义方对答：“仲尼做鲁国司寇才七日，就在两观之下诛杀少正卯；义方任御史十六日，却不能去奸邪于双阙之前，实以为愧。”年末没有调任，任满，安家于昌乐，聚徒教授。母亲去世后，隐居不出，不复仕官。总章二年（669年）卒。撰《笔海》十卷、文集十卷。
何彦先、员余庆都拜王义方为师，员余庆因超逸秀拔被王义方欣赏，王义方说：“五百岁一贤者生，子宜当之。”于是为他改名员半千。王义方去世后，二人为他服丧师之丧，在他墓侧种了松柏，三年丧期满了才离开。

## 影响
后来高宗问监察御史魏真宰：“朕有遗恨吗？”魏真宰说：“有的。王义方一世豪英，而死草莱。议者谓陛下不能用贤。”高宗说：“我正要用他，得知他死了，来不及了。”
南唐先主时，有侍御史张元达。先主倚仗他肃正邪慝，取王义方之名，给他改名张义方。